# Liste der Baudenkmäler in Erlangen-Schallershof
In der Liste der Baudenkmäler in Schallershof sind die Baudenkmäler im Erlanger Ortsteil Schallershof aufgelistet. Zu diesen Baudenkmälern gibt es auch eine Bildersammlung.
Diese Liste ist eine Teilliste der Liste der Baudenkmäler in Erlangen. Grundlage der Liste ist die Bayerische Denkmalliste, die auf Basis des bayerischen Denkmalschutzgesetzes vom 1. Oktober 1973 erstmals erstellt wurde und seither durch das Bayerische Landesamt für Denkmalpflege geführt und aktualisiert wird. Die folgenden Angaben ersetzen nicht die rechtsverbindliche Auskunft der Denkmalschutzbehörde.

## Baudenkmäler
| Lage                                 | Objekt                                                            | Beschreibung                                                                      | Akten-Nr.                         | Bild                                |
| ------------------------------------ | ----------------------------------------------------------------- | --------------------------------------------------------------------------------- | --------------------------------- | ----------------------------------- |
| Romesstraße 1 (Standort)             | Bürgerhaus                                                        | Zweigeschossiger Traufseitbau, zum Teil Sandsteinquader, Zwerchhaus, 1731/32      | D-5-62-000-901 Wikidata           | BW                                  |
| Schallershofer Straße 148 (Standort) | Wirtschafts- und Wohngebäude des ehemaligen Schlosses Mon Plaisir | Zweigeschossiger Halbwalmdachbau, wohl 18. Jahrhundert                            | D-5-62-000-901 Wikidata           | weitere Bilder                      |
| Schallershofer Straße 148 (Standort) | Fachwerkscheune                                                   | Mit Satteldach, nördliche Erdgeschossmauer Sandstein, 18. Jahrhundert             | D-5-62-000-901 zugehörig Wikidata | Fachwerkscheune                     |
| Schallershofer Straße 150 (Standort) | Wohnhaus                                                          | Zweigeschossiger Sandsteinquaderbau, klassizistisch, erste Hälfte 19. Jahrhundert | D-5-62-000-901 zugehörig Wikidata | weitere Bilder                      |
| Schallershofer Straße (Standort)     | Ehemaliger Barockgarten Mon Plaisir                               | Terrassiertes Terrain mit Sandsteinummauerung an drei Seiten                      | D-5-62-000-901 zugehörig Wikidata | Ehemaliger Barockgarten Mon Plaisir |